# Cha Hyon-hyang
Cha Hyon-hyang (koreanisch 차현향; * 3. Oktober 1979) ist eine ehemalige nordkoreanische Judoka.

## Sport
Cha Hyon-hyang trat bei den Olympischen Spielen 2000 in Sydney im Superleichtgewicht an und beendete den Wettkampf auf Rang 5. Bereits bei den Asienspielen 1998 in Bangkok hatte sie eine Silbermedaille gewonnen.